# Klossa Knapitatet

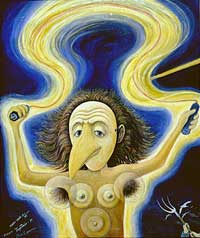
originalmålningen

Klossa Knapitatet var Samla Mammas Mannas tredje musikalbum och gavs ut 1974 på Silence Records. Det spelades in i Studio Decibel i Stockholm 6-8 november 1974. Albumet är helt instrumentalt sånär som på lite ordlös sång och joddling. Skivomslaget är en kollektiv målning av Tage Åsén, Anders Lidén och Pelle Engman. Albumet gavs ut på CD 1995.

## Låtlista
1. "Ingenting" – 2:09
2. "Liten dialektik" – 10:10
3. "Sucken" – 1:14
4. "Långt ner i ett kaninhål" – 4:13
5. "Kom lite närmare" – 1:30
6. "Musmjölkningsmaskinen" – 6:36
7. "Influenser" – 6:58
8. "Klossa Knapitatet" – 1:23
9. "Ramlösa kvällar" – 5:30

## Medverkande
- Lasse Hollmer – piano, dragspel, sång och joddling
- Lasse Krantz – elbas och sång
- Coste Apetrea – gitarr och sång
- Hasse Bruniusson – trummor och sång
- Brynn Settels – dragspel (endast på låten "Klossa Knapitatet")